# Chodżowie
Chodżowie – aga chanowie pochodzenia indyjskiego, a także potomkowie indyjskich aga chanów, którzy przyjęli inne formy islamu. 
Pochodzą głównie z warstw ludności zajmujących się handlem, przede wszystkim spośród kupców. Żyją głównie w Indiach, a w szczególności w stanie Gujarat. Ich dużym skupiskiem jest także Afryka Wschodnia, do której emigrowali w XIX wieku. W Indiach istnieje silny antagonizm między sunnitami a chodżami. Jest ich około 15–16 mln.